# Chwiram

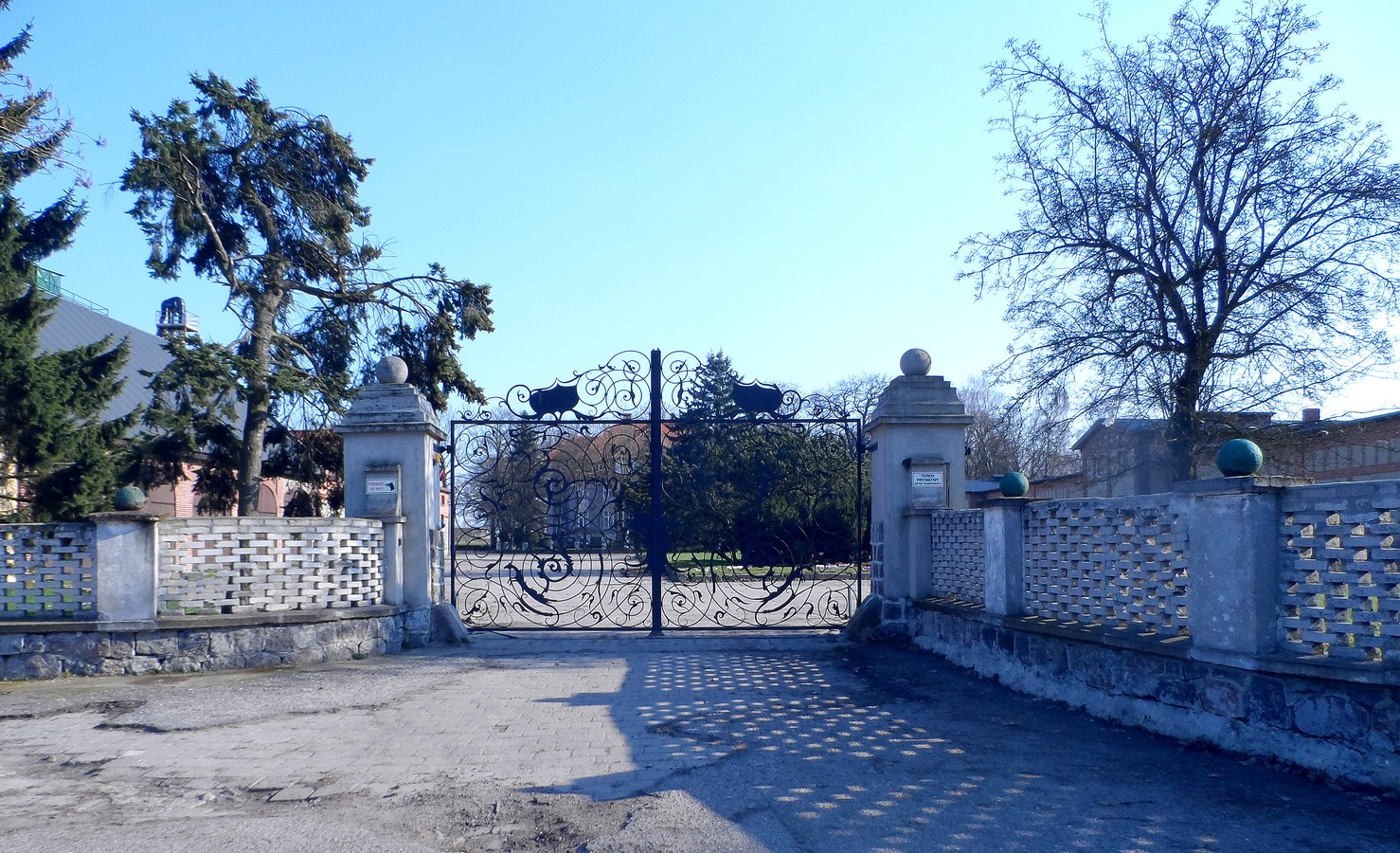
Pałac w Chwiramie

Chwiram (niem. Quiram) – wieś w Polsce położona w województwie zachodniopomorskim, w powiecie wałeckim, w gminie Wałcz.

## Historia
Wieś historycznie należała do Wielkopolski. Ma metrykę średniowieczną i jest notowana od połowy XIV wieku. Po raz pierwszy wymieniona została w łacińskojęzycznym dokumencie z 1337 pod nazwą Quiran, 1448 Zyerdma, Qyerina’, 1462 Quiram, 1532 Znyerrawy, Querramy, 1557 Kvirava, 1578 Quierama, 1579 Chwirama, 1944 Quiram.  
Miejscowość w części była wsią królewską należącą do królów polskich, a 1/4 była częścią szlachecką należącą na prawie lennym do rodu Turnów, a także Wedlów i Szamotulskich. W 1337 wieś leżała w ziemi bytyńskiej. W 1448 w starostwie, a w 1579 w powiecie wałeckim Korony Królestwa Polskiego. Po roku po 1608 przynależała do parafii Wałcz.
Według historycznego przekazu z 1376 bracia Jerzy oraz Wilhelm Turno, a wg innej wersji Herman Turno otrzymali od krzyżaków wsie Strączno i Chwiram w wieczyste lenno. Budzi to obecnie jednak kontrowersje historyków ponieważ krzyżacy w drugiej połowie XIV wieku nie posiadali żadnych ziem w okolicach Wałcza, a nadanie to mogli zrobić wówczas jedynie joannici, którzy w tym czasie zrobili również dwa inne nadania w tym regionie. Informacje dotyczące części wsi Chwiram będącej w posiadaniu Turnów w większości pochodzą z opracowań opartych na materiałach z ich archiwum rodzinnego. Sam akt nadania nie zachował się i znany jest jedynie z późniejszych dokumentów. W 1557 król polski Zygmunt August na prośbę braci Mateusza, Wawrzyńca oraz Wilhelma Turno (w zapisie org. „Tarnaw”) potwierdził, że posiadają oni od ponad 200 lat czwarte części wsi Strączno i Chwiram na prawie lennym, co było potwierdzone dokumentem wydanym przez dawnych mistrzów Zakonu Niemieckiego (łac. „a priscis Ordinis Theutonici Magistris”), który zaginął, gdy ojciec ich przed 10 laty został zabity, a oni byli małoletni. Przywilej ten wystawiony przez króla polskiego został w 1578 oblatowany z inicjatywy Turnów w księgach grodzkich miasta Wałcz. W 1586 Jerzy i Wawrzyniec Turno (tym razem w zapisie „Thorni”) byli wasalami starostwa wałeckiego Korony Królestwa Polskiego.
W 1448 miecznik poznański Jan Wedelski zapisał swojej żonie Annie po 2500 grzywien posagu oraz wiana na części dóbr Tuczno, na części dóbr Frydland (obecnie Mirosławiec) oraz na wsiach leżących w starostwie wałeckim w tym m.in. na połowie wsi Chwiram. W 1462 Katarzyna wdowa po innej osobie o tym samym nazwisku Janie Wedlu uzyskała oprawę wdowią na części dóbr Tuczno, na części dóbr Frydland oraz na wsiach leżących w starostwie wałeckim w tym m.in. na połowie wsi Chwiram. W 1471 Anna, wdowa po mieczniku poznańskim Janie Wedelskim, sprzedała Andrzejowi Szamotulskiemu synowi Piotra swoją oprawę wdowią z 1448 w tym m.in. na połowie wsi Chwiram. W 1532 Maciej Tuczeński de Wedel dał swoim synom Janowi, Krzysztofowi i Stanisławowi dobra Tuczno, w tym m.in. Chwiram.
W 1579 odnotowany został pobór podatków ze wsi należącej wówczas do starostwa wałeckiego. We wsi 6 chłopów miało więcej niż kwartę roli, dwóch chłopów opuściło grunty, a dwóch zagrodników „miało po trochę roli”.
Wieś należała do starostwa wałeckiego, pod koniec XVI wieku leżała w powiecie wałeckim województwa poznańskiego w Rzeczypospolitej Obojga Narodów.
W wyniku I rozbioru Rzeczypospolitej w 1772, miejscowość przeszła w posiadanie Prus i jak cała Wielkopolska znalazła się w zaborze pruskim.
Wieś posiada wydzieloną część wsi Plebanka.
W latach 1975–1998 miejscowość administracyjnie należała do województwa pilskiego.
W miejscowości był przystanek kolejowy Chwiram.